# Рожнов, Николай Андреевич
Николай Андреевич Рожнов (1913—1959) — лётчик-штурмовик, участник Великой Отечественной войны, штурман 217-го штурмового авиационного полка 299-й штурмовой авиационной дивизии 16-й воздушной армии. Герой Советского Союза.

## Биография

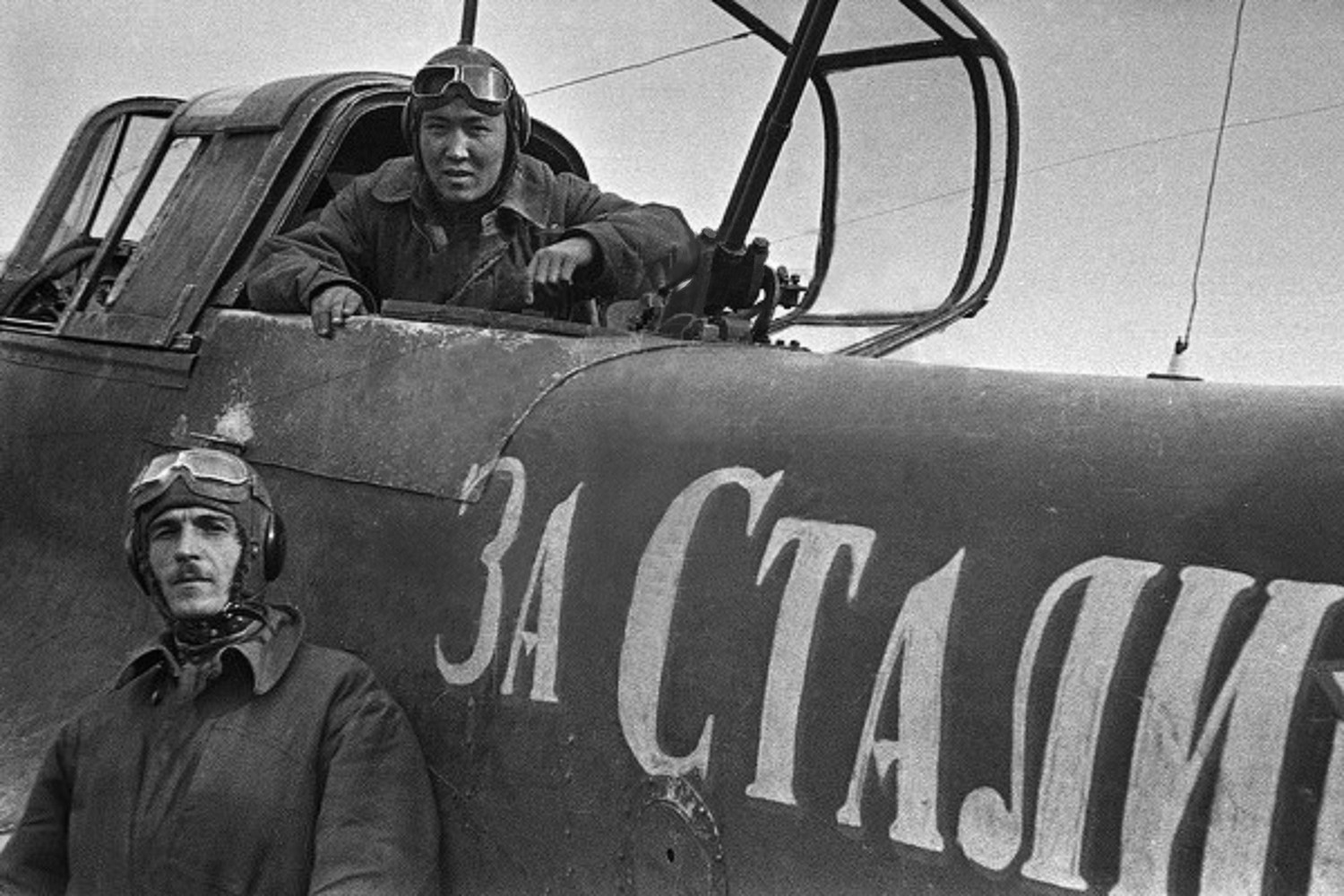
Экипаж штурмовика Ил-2 старшего лейтенанта Н.А. Рожнова. 1943 г.

Родился 25 июля 1913 года в селе Игрицкое (ныне Брянской области) в семье крестьянина. Окончил 2 курса рабфака, призван в армию Брянским РВК в 1931 году. Направлен на обучение в Ленинградскую авиационную школу, которую окончил в 1933 году.
На фронтах Великой Отечественной войны с 27 июля 1942 года. К середине февраля 1944 года штурман 217-го штурмового авиационного полка 299-й штурмовой авиационной дивизии 16-й воздушной армии Белорусского фронта 30-летний капитан Рожнов выполнил 94 боевых вылета на штурмовике Ил-2.

### Участие в сражениях и битвах
- Орловская наступательная операция — с 12 июля 1943 года по 18 августа 1943 года.
- Черниговско-Припятская операция — с 26 августа 1943 года по 30 сентября 1943 года.
- Гомельско-Речицкая наступательная операция — с 10 ноября 1943 года по 30 ноября 1943 года.
- Калинковичско-Мозырская операция — с января 1944 года по февраль 1944 года.
- Рогачевско-Жлобинская операция — с 21 февраля 1944 года по 26 февраля 1944 года.
- Белорусская операция — с 24 июня 1944 года по 19 августа 1944 года.
- Бобруйская операция — с 24 июня 1944 года по 29 июня 1944 года.
- Минская операция — с 29 июня 1944 года по 4 июля 1944 года.
- Люблин-Брестская операция — с 18 июля 1944 года по 2 августа 1944 года.

Указом Президиума Верховного Совета СССР 1 июля 1944 года за 94 выполненных успешных боевых вылета удостоен звания Герой Советского Союза.
После войны продолжал служить в ВВС. В 1946 году был уволен в запас. Проживал в Брянске. Умер 7 декабря 1959 года в городе Брянске. Похоронен на «Аллее героев» в Советском районе Брянска.

## Память
Именем Героя названа улица в его родном селе Игрицкое.